# دائرة أزفون
دائرة أزفون إحدى دوائر ولاية تيزي وزو.
مقرها أزفون.
تبلغ مساحتها 319.0125 كم² يقطنها 44015 نسمة (أي بكثافة سكانية تقدر بـ 138 نسمة /كم²).
وتضم كل من بلديات :
- أزفون
- أقرو
- أيت شفعة
- أغريب

## النوادي
يضم إقليم دائرة أزفون العديد من نوادي كرة القدم، منها:
1. نجم أزفون

## مواضيع ذات صلة
- دوائر ولاية تيزي وزو
- بلديات ولاية تيزي وزو